# Alfred Rüsch

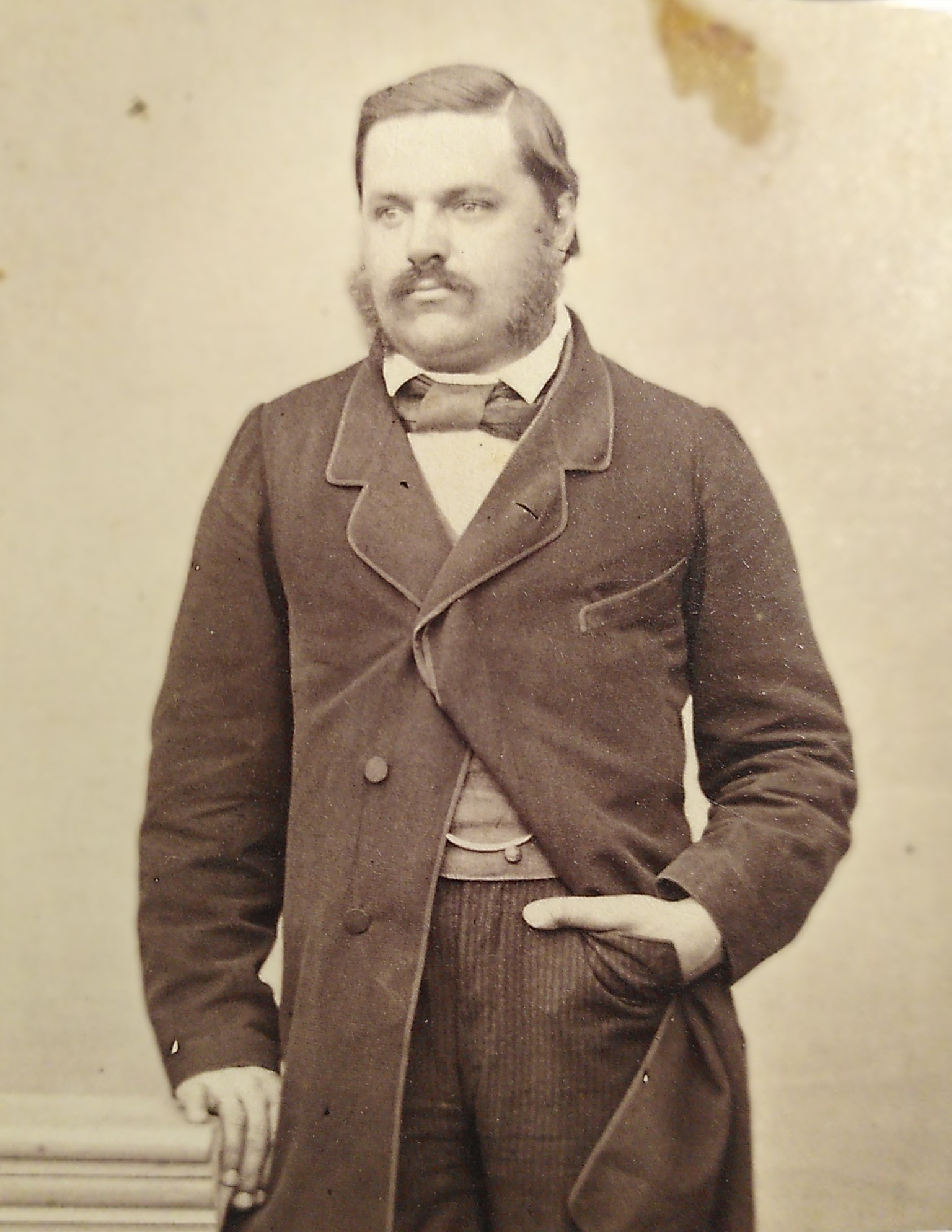
Alfred Rüsch, um 1865

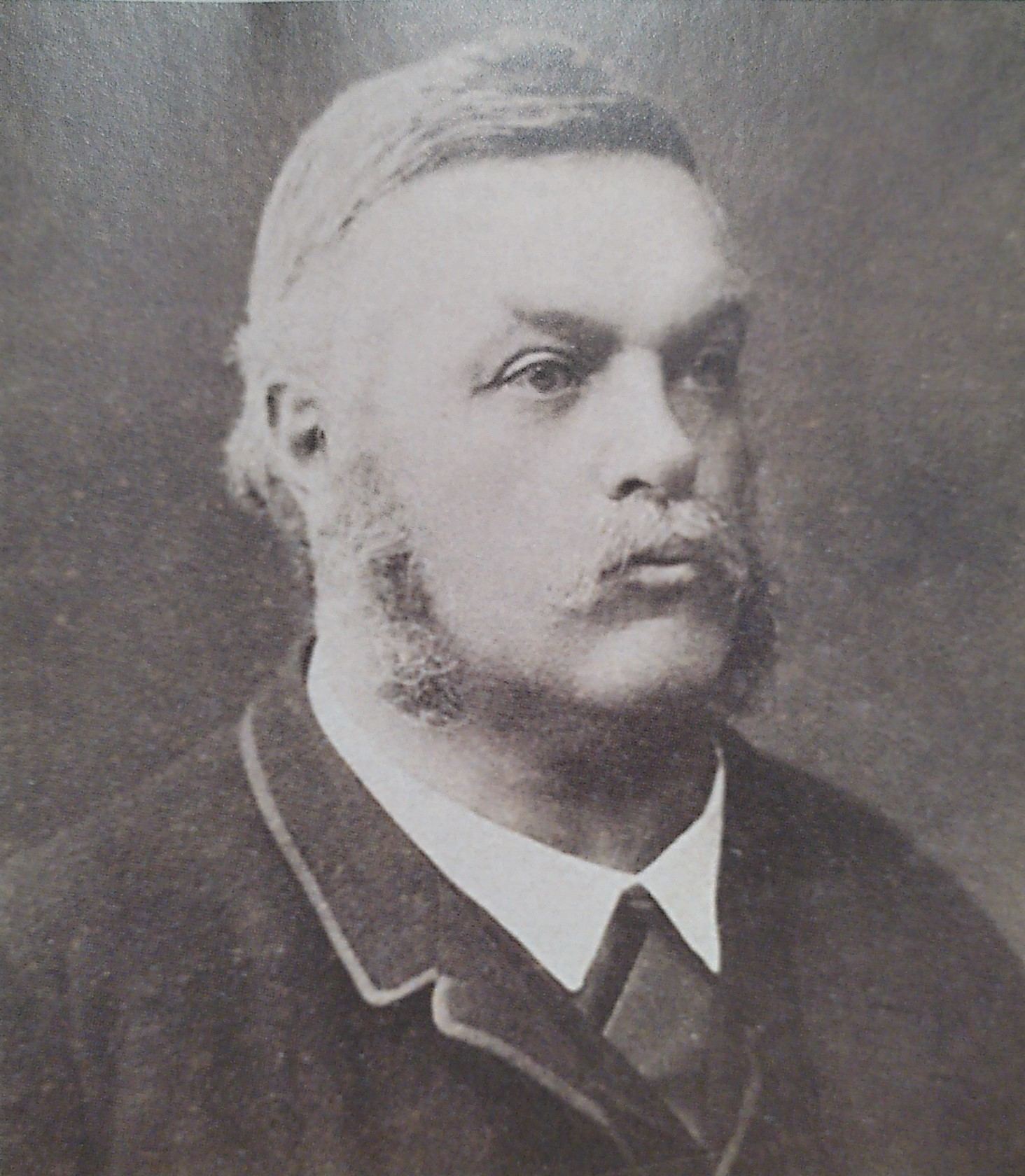
Alfred Rüsch, um 1860

Alfred Rüsch (Taufname Karl Alfred Rüsch; * 26. Juli 1831 in Dornbirn, Vorarlberg; † 6. Mai 1892 in Dornbirn) war ein österreichischer Maschinenbauingenieur, Maschinenfabrikant und als Unternehmer in zweiter Familiengeneration Direktor der Rüsch-Werke in Dornbirn.

## Leben und Wirken
Alfred Rüsch war das fünfte von sieben Kindern des Fabrikanten Josef Ignaz Rüsch (1794–1855), dem Begründer des Dornbirner Hammerwerks mit Eisengießerei Josef Ignaz Rüsch zum Eisenhammer, und dessen Ehefrau Maria Katharina, geborene Herburger (1798–1863). Während der Vater noch aus dem Handwerk kam, war ab der zweiten Fabrikantengeneration ein akademisches Studium selbstverständlich, ebenso wie ehrenamtliches Engagement. So besuchte Alfred Rüsch nach der Industrieschule im schweizerischen St. Gallen (bis 1847) zum Studium des Maschinenbaus 1852 bis 1854 die Polytechnische Schule Karlsruhe, unter anderem bei Ferdinand Redtenbacher, dem Begründer des wissenschaftlichen Maschinenbaus.
Doch schon bald musste Alfred Rüsch 1855 im Alter von nur 24 Jahren die Leitung des Dornbirner Familienbetriebs mit etwa 60 Mitarbeitern übernehmen – nachdem der ältere Bruder Pankraz Rüsch (1829–1854) verstorben war und sein Vater Josef Ignaz Rüsch wenig später 1855 ebenfalls starb. Rasch wurde unter Alfred Rüschs Führung das zuvor noch eher handwerklich geprägte Werk in den folgenden rund 10 Jahren zu einem neu durchorganisierten Industriebetrieb, der allerdings traditionsbewusst weiter unter dem väterlichen Namen J. Ig. Rüsch firmierte. Zu den Neuerungen zählte 1857 die Verlegung des Standorts innerhalb des Dornbirner Stadtteils Schmelzhütten an die heutige Jahngasse, wo Rüsch außerdem eine neue Gießerei mit zwei Kupolöfen errichten ließ.

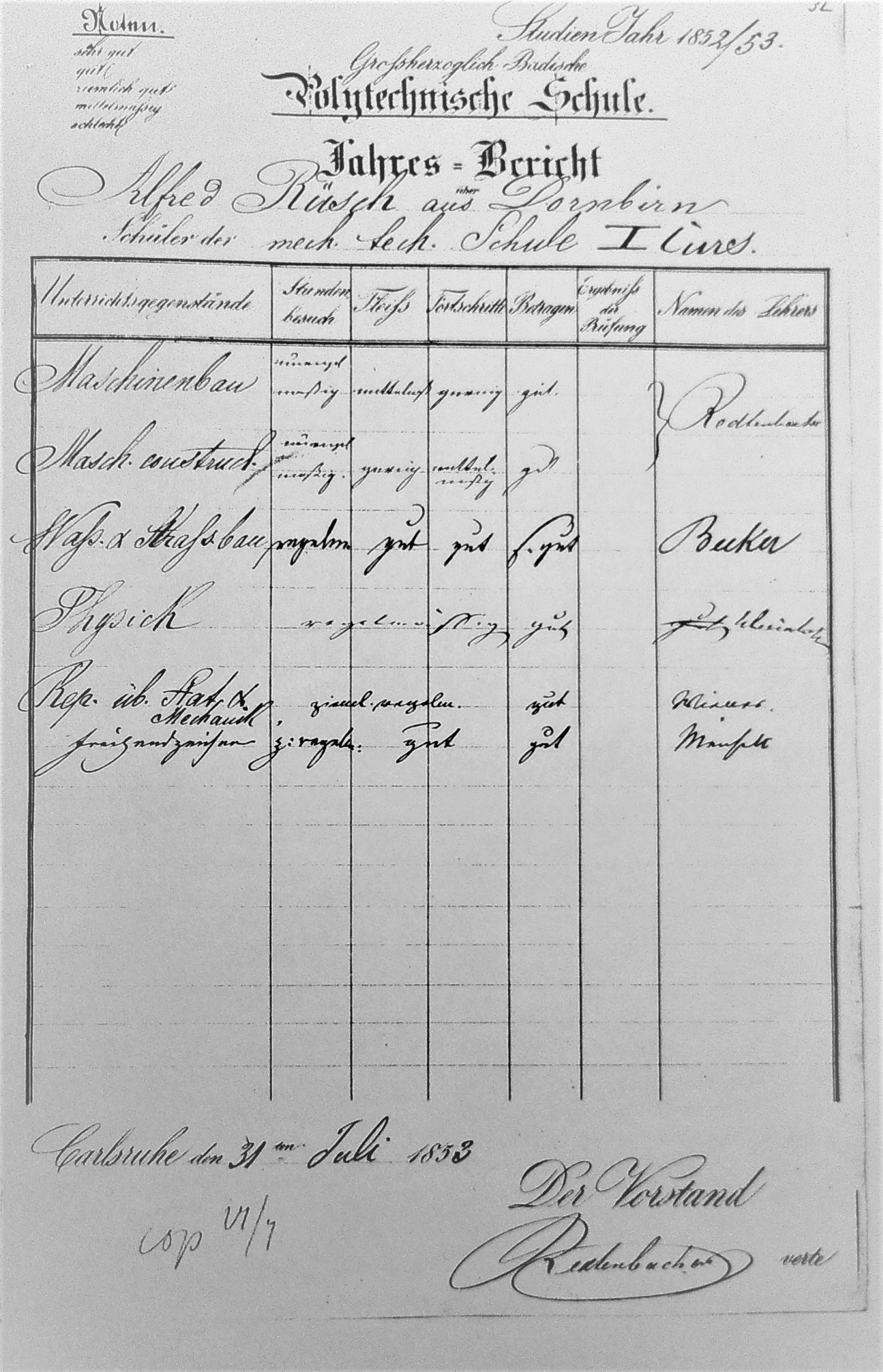
Zeugnis für Alfred Rüsch, „Schüler der mech. techn. Schule“ der Polytechnischen Schule Karlsruhe, 31. Juli 1853, unterzeichnet von Ferdinand Redtenbacher. Die bei Redtenbacher belegten Kurse Maschinenbau und Maschinenkonstruktion wurden von Rüsch „unregelmäßig“ besucht.

Rüsch hatte schon während seines Studiums die Bedeutung von Turbinen für die Nutzung von Wasserkraft erkannt und entwickelte eine automatische Turbinen-Regulierung, womit die Drehzahl konstant gehalten und ein gleichmäßiger Antrieb gewährleistet werden konnte. Rüschs Erfindung wurde in allen Größen gebaut zu einem großen Verkaufserfolg und begründete den guten Ruf der Rüsch-Werke über die Grenzen Vorarlbergs hinaus. So wurde er zum „Vater des Turbinenbaus“ bei den Rüsch-Werken. Später wurde die Erfindung von Alfred Rüschs Sohn Ignaz Rüsch zusammen mit dem Rüsch-Werke-Ingenieur Otto Sendtner weiterentwickelt und unter der 1894 patentierten Bezeichnung Hydraulischer Widerstandsregulator Patent Rüsch-Sendtner bekannt. Ein weiterer Schwerpunkt des Werks war die Produktion von Spezialmaschinen für die Textil- und Lebensmittelindustrie sowie für die Holzverarbeitung. 1866 konnte die Ganahl'sche Eisengießerei in Frastanz übernommen werden, das Unternehmen firmierte seither auch als Vereinigte Maschinenfabriken Rüsch-Ganahl A.G. Ein „Meilenstein in der Unternehmensgeschichte“ war 1880–1884 der Bau des über 10 Kilometer langen Arlberg-Tunnels für die Eisenbahn, wofür die Rüsch-Werke rund 5.000 Meter genietete Rohrleitungen lieferten. Wichtiger aber war indirekt, dass der Tunnel als Verkehrsweg auch neue Absatzmärkte in der österreichisch-ungarischen Monarchie erschloss, da so der Transport großer Turbinen und Maschinen über weite Strecken sehr erleichtert wurde.

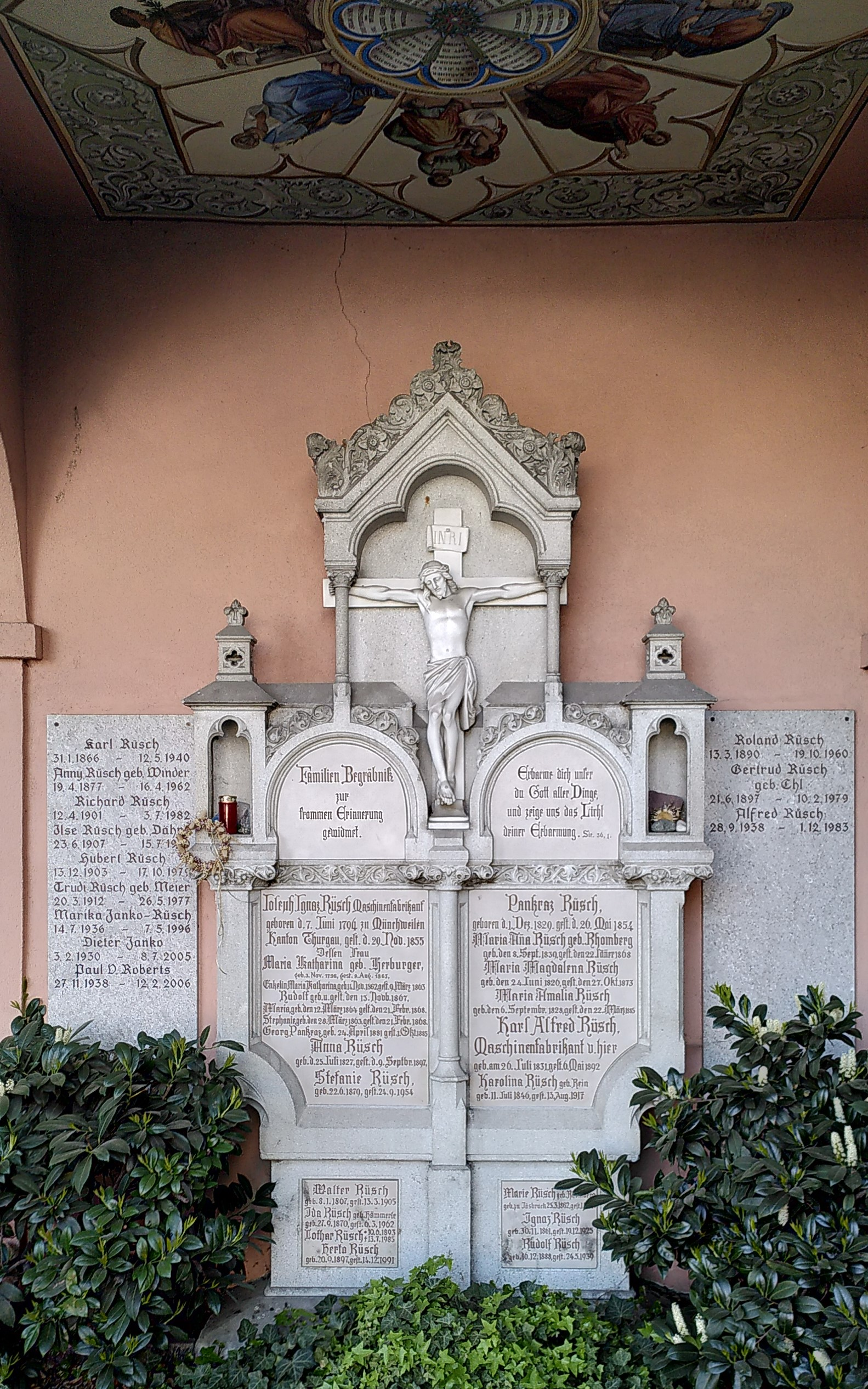
Dornbirn, Friedhof Markt, Arkade 19: „Farmilien Begräbniß“. Der Name von Alfred Rüsch mit dem Zusatz „Maschinenfabrikant v. hier“ befindet sich auf der rechten Mitteltafel unten über seiner zweiten Frau Karolina. (Foto 2022)

Alfred Rüsch engagierte sich vielfach ehrenamtlich. Ab 1864 war er über 20 Jahre für die Liberalen Mitglied der Gemeindevertretung in Dornbirn, zudem war er u. a. jahrelang Mitglied des Ortsschulrats und übte zeitweise das Amt des Schulinspektors aus.
Alfred Rüsch starb 1892 nach fünfjährigem organischen Herzleiden an einem Schlaganfall. Der Nachruf in der Feldkircher Zeitung beklagte einen dreifachen Verlust: „Das ausgedehnte Geschäft verlor in ihm den überaus begabten und arbeiterfreundlichen Leiter, seine zahlreiche Familie den liebevollen und inniggeliebten Vater, die Gemeinde Dornbirn einen ihrer besten und verdienstvollsten Bürger“. Bestattet wurde Alfred Rüsch im Rüsch-„Familien Begräbniß“ auf dem Dornbirner Friedhof Markt (Arkade 19). Auf der Grabtafel ließ sich der unterdessen assimilierte Dornbirner als „v. hier“ stammend verewigen; das ist deswegen bemerkenswert, weil sich sein Vater eine Generation früher noch ausdrücklich als „geboren (...) zu Münchwilen Kanton Thurgau“ zur Schweizer Herkunft bekannte.
Nach Alfred Rüschs Tod übernahm der älteste Sohn Ignaz Rüsch (1861–1925) die Leitung der Firma J. Ig. Rüsch in dritter Generation. Das Werk existierte und produzierte in Dornbirn als „bedeutendster Metallbetrieb Vorarlbergs im Industriezeitalter“ und unter verschiedenen Bezeichnungen (zuletzt als Rüsch-Werke) bis zum Jahr 1984. Nach einem Umbau des Firmengeländes befinden sich in den großzügigen Werksgebäuden des 19. Jahrhunderts seit 2003 das Naturkundemuseum Inatura und die Kunsthalle kunstraum.

## Privates
Die Unternehmerfamilie Rüsch gehörte spätestens in der zweiten Generation mit Alfred Rüsch zur „bürgerlichen Elite“ der Stadt Dornbirn, deren Mitglieder auch mehrfach untereinander verwandt waren. 1861 heiratete Alfred Rüsch in erster Ehe Anna Maria Rhomberg (1839–1868), die aus einer Dornbirner Handels-, Wirts- und Fabrikantenfamilie stammte. Sie gebar ihrem Mann sieben Kinder und starb früh mit 29 Jahren. Sieben Jahre später 1875 heiratete Alfred Rüsch in zweiter Ehe Karolina Rein (1846–1917), Tochter des Besitzers vom Gasthaus Scharfeck am Dornbirner Marktplatz. Mit ihr hatte er vier weitere Kinder, darunter als jüngsten Sohn Alfred Rüsch d. J. (1877–1970), den Konstrukteur des Schlittenlift Bödele, welcher weltweit zu den ältesten mechanischen Aufstiegshilfen in den Alpen für Wintersportzwecke zählt. Die Familie Rüsch wohnte unter der Adresse Jahngasse 9 auf dem eigenen Werksgelände.